# Droga wojewódzka 750
Die Droga wojewódzka 750 (DW 750) ist eine 14 Kilometer lange Droga wojewódzka (Woiwodschaftsstraße) in der polnischen Woiwodschaft Heiligkreuz, die Ćmińsk mit Barcza verbindet. Die Strecke liegt im Powiat Kielecki.

## Streckenverlauf
Woiwodschaft Heiligkreuz, Powiat Kielecki
-  Ćmińsk (DK 74)
- Tumlin-Dąbrówka
- Tumlin-Osowa
- Samsonów
- Janaszów
- Zagnańsk
- Ścięgna
- Lekomin
-  Barcza (S 7)